# Bariksza
Bariksza (arab. بريكشة, Barīkša; fr. Brikcha) – miejscowość w północnym Maroku, w regionie Tanger-Tetuan-Al-Husajma, w prowincji Wazzan. W 2014 roku liczyła 1167 mieszkańców.